# Нумела
Нумела (фин. Nummela, швед. Nummela) је град у Финској, у јужном делу државе. Нумела је град округа Финска Нова Земља, где он са окружењем чини општину Вихти.

## Географија
Град Нумела се налази у јужном делу Финске. Од главног града државе, Хелсинкија, град је удаљен 35 км северозападно.
Рељеф: Нумела се сместио у југоисточном делу Скандинавије, у историјској области Финска Нова Земља. Подручје града је равничарско до брежуљкасто, а надморска висина се креће око 75 м.
Клима у Нумели је је континентална, мада је за ово за финске услова блажа клима због утицаја оближњег Балтика. Стога су зиме нешто блаже и краће, а лета свежа.
Воде: Поред Нумеле се налази језеро Хиденвеси.

## Становништво
Према процени из 2012. године у Нумели је живело 13.275 становника, док је број становника општине био 28.750.
| 1980. | 1990. | 2000.  | 2012.  |
| ----- | ----- | ------ | ------ |
| 6.773 | 9.814 | 10.783 | 13.275 |

Етнички и језички састав: Нумела је одувек била претежно насељена Финцима. Последњих деценија, са јачањем усељавања у Финску, становништво града је постало шароликије. По последњим подацима преовлађују Финци (96,2%), присутни су и у веома малом броју Швеђани (1,7%), док су остало усељеници.